# Cleiton Conceição
Cleiton Conceição  (ur. 1 listopada 1979) – brazylijski bokser kategorii półciężkiej.

## Kariera amatorska
Jako amator był trzykrotnym mistrzem Brazylii. W 1998 i 2002 w wadze junior średniej, a w 2000 w wadze średniej. W 2000 roku reprezentował Brazylię w wadze średniej na igrzyskach w Sydney. Conceição odpadł już w 1 rundzie, przegrywając przez RSC w 3 rundzie z Jeffem Lacym.

## Kariera zawodowa
Na zawodowym ringu stoczył 25 walki, z których wygrał 18. Największym jego sukcesem było zdobycie pasa WBA Fedecentro w wadze średniej i tymczasowego mistrzostwa Brazylii w wadze półciężkiej.